# Ondatra zibethicus
La rata almizclera (Ondatra zibethicus) es una especie de roedor miomorfo de la familia Cricetidae endémico de América del Norte e introducido en partes de Europa, Asia y América del Sur. Es el único representante del género Ondatra y la tribu Ondatrini.
Se pueden encontrar ratas almizcleras en humedales de un amplio rango de climas y hábitats. Además de su importancia ecológica en dichos humedales, es un recurso alimenticio para los humanos y posee un cotizado pelaje. En gran parte de sus zonas habitadas se la considera una especie foránea. 
La rata almizclera es la especie más grande de la subfamilia Arvicolinae que incluye otras 142 especies de roedores, la mayor parte de ellos arvicolinos o leminos.  Las ratas almizcleras son a menudo llamadas «ratas» en un sentido general debido a sus características físicas, a su gran capacidad de adaptación y a su dieta omnívora. Sin embargo,  estas ratas no pertenecen al género Rattus.

## Descripción física
Una rata almizclera adulta mide entre 40-70 cm, de los cuales la cola ocupa casi la mitad. Pesa entre  0,6 y 2 kg, unas cuatro veces más que la rata parda (Rattus norvegicus), a pesar de que la rata almizclera es solo un poco más larga. Son mucho más pequeñas que los castores (Castor canadensis), con los que a menudo comparten su hábitat.  
Están cubiertas de un pelo corto y espeso, más ligero en la zona del vientre, que va del marrón oscuro al negro, aunque se vuelve gris con la edad. Su piel está formada por dos capas, lo cual les ayuda a protegerse del agua fría. Su larga cola no tiene pelo, sino que está cubierta y es aplanada, como la de los castores para ayudarles a nadar. Cuando caminan sobre la tierra, esta se arrastra por el suelo y, por ello, su rastro es fácil de reconocer. 
Estos roedores pasan mucho tiempo en el agua y están adaptados a la vida semiacuática. Pueden nadar bajo el agua entre 12 y 17 minutos. Su cuerpo, como el de las  focas o el de las ballenas, es menos sensible a la acumulación de dióxido de carbono que el de la mayoría de los mamíferos y sus patas traseras son aplanadas, aunque durante la natación, no son estas, sino la cola, su principal medio de propulsión.

## Distribución y ecología

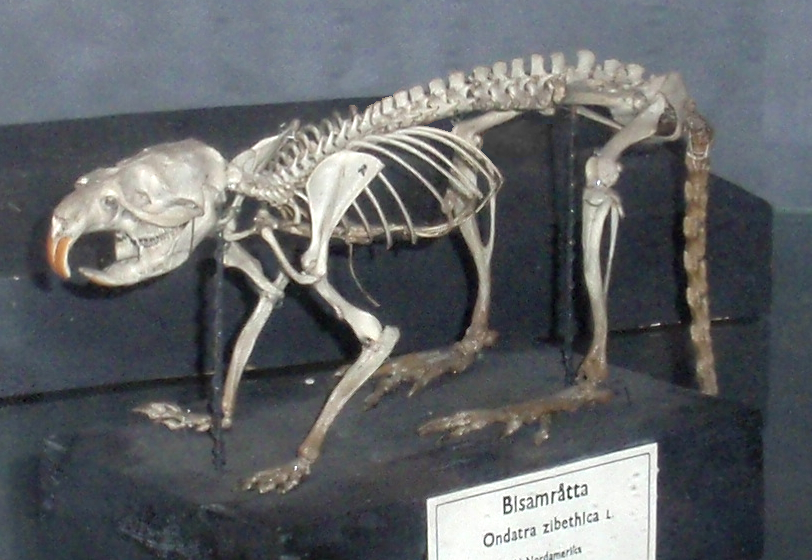
Esqueleto

La rata almizclera se encuentra mayoritariamente en Canadá y Estados Unidos, y una pequeña parte del norte de México. Además fue introducida en Europa a principios del siglo XX. Habitan tanto en zonas salinas como en el agua dulce de humedales, ríos, lagos o estanques.
Su población crece de manera rápida y abundante, por ello son capaces de acabar con gran parte de la vegetación de las zonas que habitan  y desempeñan un papel importante determinando la vegetación de los humedales al eliminar selectivamente las especies de plantas que más les gustan.  Algunas de estas especies afectadas son la totora y el lirio de agua amarilla.
Si bien gran parte del hábitat de humedales se ha eliminado debido a la actividad humana, con la construcción de canales y estructuras de riego también se ha creado un nuevo hábitat  adecuado para la rata almizclera, capaz de vivir en entornos contaminados, junto a corrientes  donde mueren otros animales. 

## Comportamiento

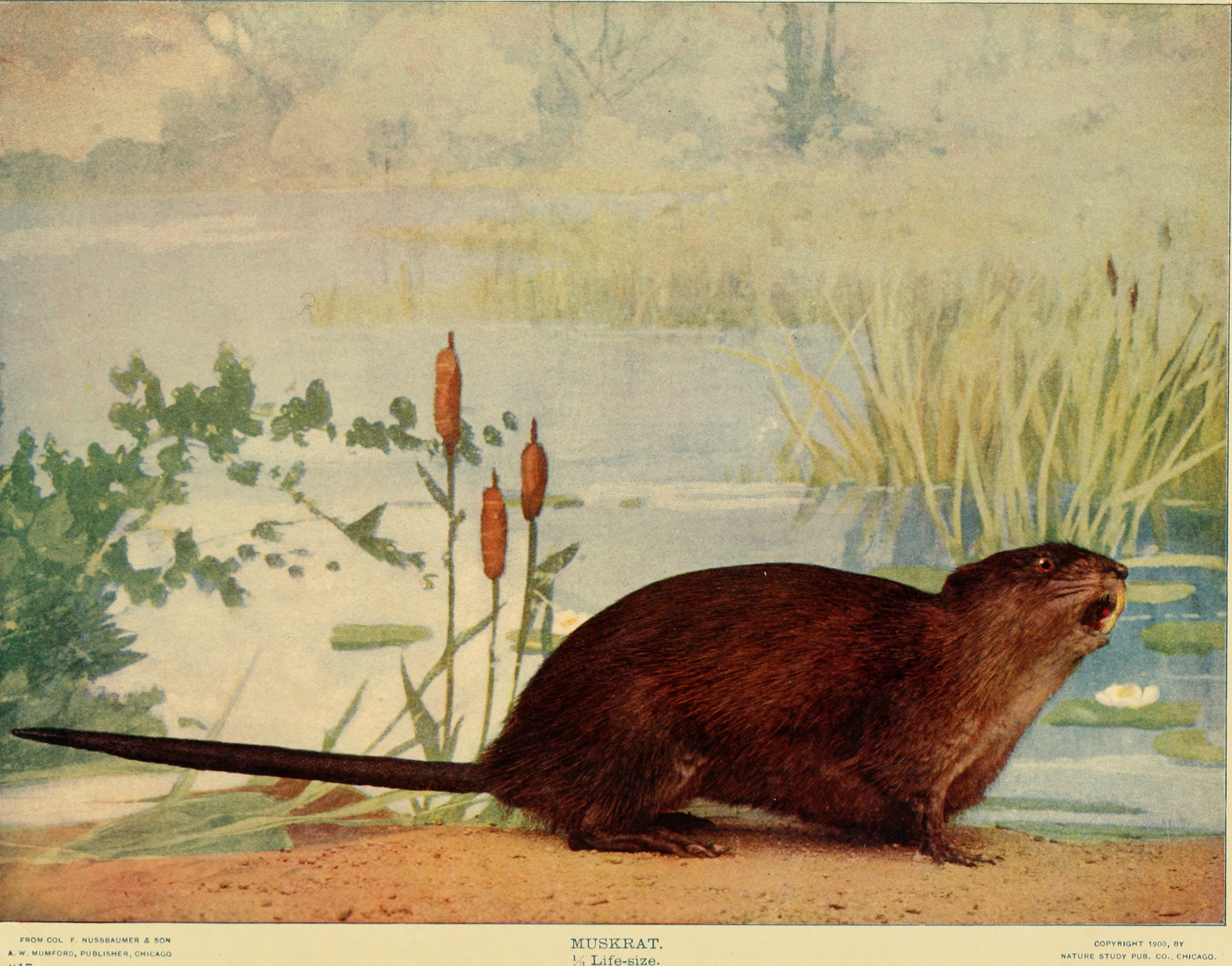
Rata almizclera.

Las ratas almizcleras viven habitualmente en grupos formados por un macho y una hembra y su prole. Durante la primavera, se disputan violentamente con otras ratas almizcladas el territorio. En estas contiendas muchos ejemplares resultan heridos o incluso muertos. Las familias de estos singulares y habilidosos roedores construyen nidos para protegerse del frío y de los predadores.
Estos animales viven en «cabañas» construidas en los riachuelos, estanques o lagos, a las que acceden por un túnel cuya una entrada está bajo el agua. Estas entradas son de entre 15 y 20 centímetros. Utilizando barro y vegetación, estos animales son capaces de levantar montículos de hasta un metro de altura. Además, en las zonas más frías, las ratas almizcladas tapan la entrada de la guarida con una “puerta vegetal” que renuevan cada día. Estas construcciones animales a menudo son derruidas por las crecidas primaverales y deben ser construidas año tras año. Además de sus cubiles, las ratas almizcleras construyen plataformas de pesca en los humedales.
Otro comportamiento importante desde el punto de vista ecológico, es que, debido a sus costumbres, estos roedores controlan la vegetación, facilitando así la vida de otros animales como pájaros acuáticos.
Las ratas almizcleras se muestran más activas durante la noche o en períodos cercanos al alba y al anochecer. Se alimentan principalmente de totoras y otras plantas acuáticas. Al contrario de lo que pasa con otros animales, no se aprovisionan de comida para el invierno; sin embargo, a menudo se comen el interior vegetal de su cubil. Si bien se las ha relacionado con el robo de comida a los castores, hay que destacar una posible relación con estos seres tal y como propuso David Attenborough en un documental de la BBC titulado The Life of Mammals. El 95% de su dieta está conformada por alimentos de origen vegetal, pero como buen omnívoro, también se alimentan de pequeños animales tales como mejillones, ranas, peces,  cangrejos  y pequeñas tortugas. Las ratas almizcladas siguen las huellas y pistas que ellas mismas dejan en los pantanos y estanques y, cuando las aguas se congelan en invierno, siguen estos rastros bajo el hielo.
Entre los depredadores de este roedor se encuentran zorros, grandes mustélidos, coyotes, lobos, linces, osos, águilas, serpientes, cocodrilos, halcones y búhos. Las marmotas, las tortugas mordedoras y algunos peces de gran tamaño como el esturión atacan a las crías de las ratas almizcleras. En invierno el caribú y el ciervo canadiense se alimentan de la vegetación que conforma los nidos de este gran arvicolino cuando no encuentran en el bosque el sustento necesario. El chacal común es el principal predador de las poblaciones de ratas almizcleras introducidas en la antigua Unión Soviética.
Las ratas almizcleras, como casi todos los roedores, son excelentes criadores. Las hembras pueden tener dos o tres camadas al año de seis a siete crías cada una. Cuando nacen no tienen pelo y solo pesan alrededor de 22 gramos. En ambientes meridionales maduran en seis meses, mientras que en el norte tardan cerca de un año. Las poblaciones de la rata almizclera comienzan con un patrón regular de crecimiento, seguido de un dramático descenso, cumpliendo este ciclo cada seis o diez años. Este modelo de crecimiento se encuentra en más especies de roedores, aunque es famoso por ser típico de la rata almizclera.

## Patologías y enfermedades
Puede verse afectado por muchas enfermedades, incluidas las zoonóticas. Por ejemplo, puede transmitir la leptospirosis, la hantavirosis (y la enfermedad de Lyme en zonas donde abundan las garrapatas) y probablemente otras enfermedades.
Esto debe tenerse en cuenta en la eco-epidemiología de las especies que viven en entornos en los que se ha introducido. Por ejemplo, en Francia, se demostró en 1986 que es uno de los nuevos huéspedes intermedios naturales de Echinococcus multilocularis, causante de una de las formas de equinococosis, excepcionalmente transmisible al hombre.
Como se alimenta en invierno de muchos mariscos de agua dulce (mejillón cebra... ) que son organismos filtradores, puede contaminarse a sí mismo al bioacumular metaloides y metales pesados, incluido el mercurio, que a su vez puede contaminar aún más a sus depredadores (el visón por ejemplo).

## Relación con el hombre
Los indios americanos durante mucho tiempo consideraron a la rata almizclera como un animal muy importante. Algunas predicciones sobre los niveles de nieve en invierno se basaban en la observación de las características físicas y el comportamiento de la rata almizclera, así como el tamaño de sus refugios.
En varios mitos indígenas sobre la creación, la rata almizclera es la responsable de que el barro sumergido en el "mar primordial" ascienda hasta crear la Tierra, después de que otros muchos animales fracasaran en la tarea.
La rata almizclera también es y ha sido en ocasiones un recurso alimenticio para los humanos.  En el sureste de Míchigan, se permite a los católicos comer rata almizclera en miércoles de ceniza y los viernes de cuaresma. Esta tradición se lleva a cabo desde principios del siglo XIX.
El pelaje de la rata almizclera es muy cálido, por ello la captura de la rata almizclera a fin de comercializar su piel se convirtió en una importante industria a comienzos del siglo XX. Fue entonces cuando se introdujo la rata almizclera en Europa como recurso peletero. 
Las ratas almizcleras han sido a veces un recurso alimenticio para los norteamericanos. En la parte sureste de Míchigan, una antigua dispensa permite a los católicos consumir rata almizclera como penitencia del viernes, el Miércoles de Ceniza, y los viernes de Cuaresma (cuando se prohíbe comer carne, excepto pescado); esta tradición se remonta al menos a principios del siglo XIX. En 2019, se informó de que se celebraban una serie de cenas de rata almizclera durante la Cuaresma en las zonas a lo largo del río Detroit, consumiéndose hasta 900 ratas almizcleras en una sola cena. La preparación implicaba la extracción de las glándulas almizcleras y la evisceración y limpieza del cadáver, antes de que la carne fuera sancochada durante cuatro horas con cebolla y ajo y, finalmente, frita.
La piel de la rata almizclera es cálida, llegando a ser considerada de primera calidad a principios de diciembre en el norte de Norteamérica. A principios del siglo XX, la captura de este animal por su piel se convirtió en una importante industria allí. Durante esa época, la piel se recortaba y teñía especialmente para ser vendida ampliamente en EE. UU. como piel de "foca de Hudson". La rata almizclera fue introducida en esa época en Europa como recurso peletero, y se extendió por el norte de Europa y Asia.
Los gorros de invierno de la Real Policía Montada de Canadá se fabrican con piel de rata almizclera.
En los países europeos, como Bélgica, Francia y los Países Bajos, la rata almizclera se considera una plaga invasora, ya que sus madrigueras dañan los diques y diques de los que dependen estos países de baja altitud para protegerse de las inundaciones. En esos países, se atrapa, envenena y caza para intentar mantener la población baja. La rata almizclera también se alimenta de maíz y otros cultivos agrícolas y de huerta que crecen cerca de las masas de agua.

## Estatus como especie invasora

### En la Unión Europea
En Europa, la rata almizclera está incluida en la lista de especies exóticas invasoras sobre la prevención y la gestión de la introducción y propagación de especies exóticas invasoras de la Unión Europea desde el 2 de agosto de 2017.  Esto implica que esta especie tiene restricciones a la importación, cría, transporte, comercialización o liberación intencionadamente en el medio ambiente en toda la Unión Europea.

#### Especie invasora en España
Debido a su potencial colonizador y constituir una amenaza grave para las especies autóctonas, los hábitats o los ecosistemas, esta especie ha sido incluida en el Catálogo Español de Especies Exóticas Invasoras, regulado por el Real Decreto 630/2013, de 2 de agosto, estando prohibida en España su introducción en el medio natural, posesión, transporte, tráfico y comercio.

### Especie invasora en Nueva Zelanda
La rata almizclera se clasifica como un «nuevo organismo prohibido» bajo la ley de Nueva Zelanda, para evitar que sea importada  al país.

## Galería

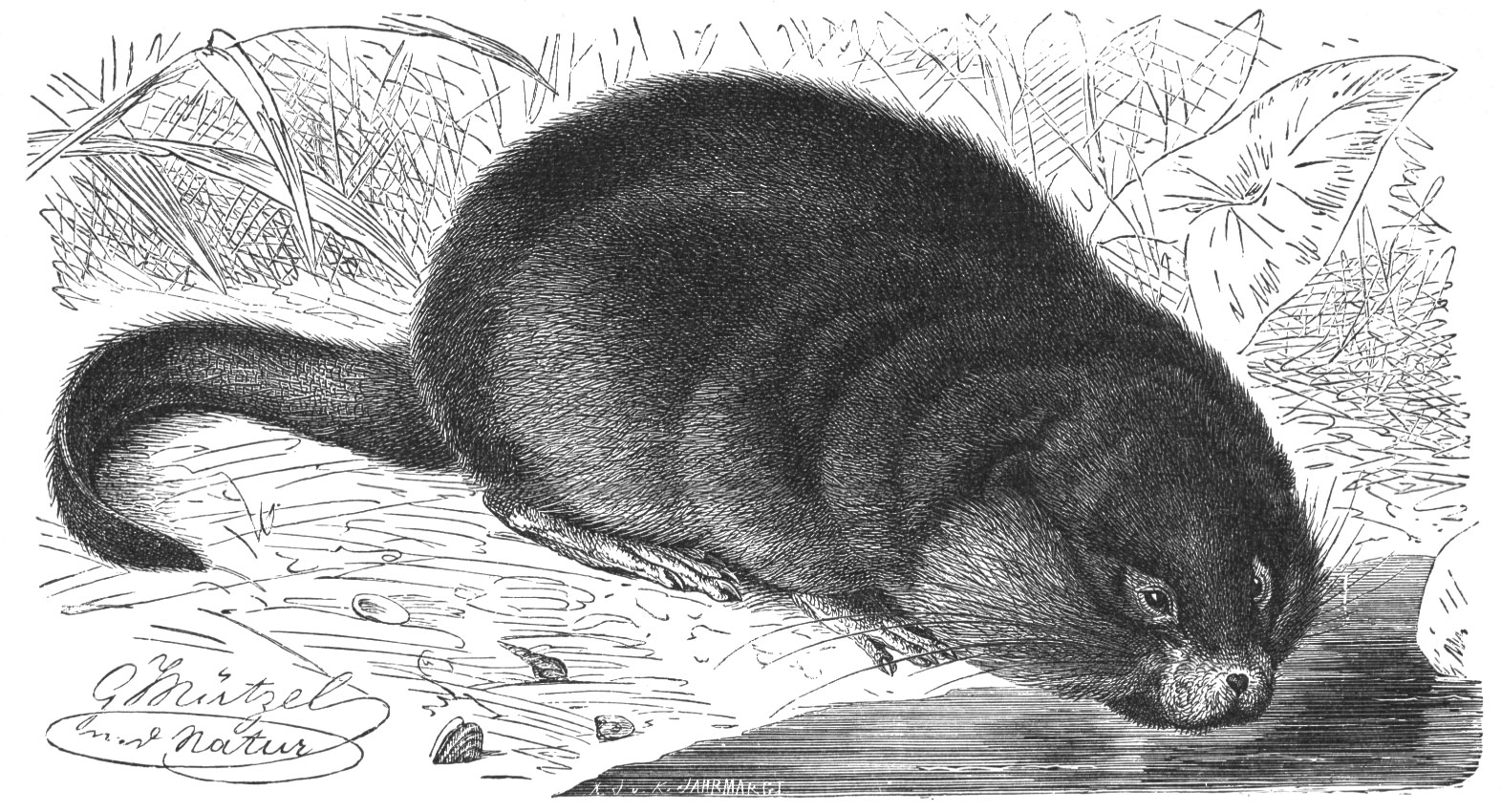
Gustav Mützel, para Alfred Brehm. 1927.
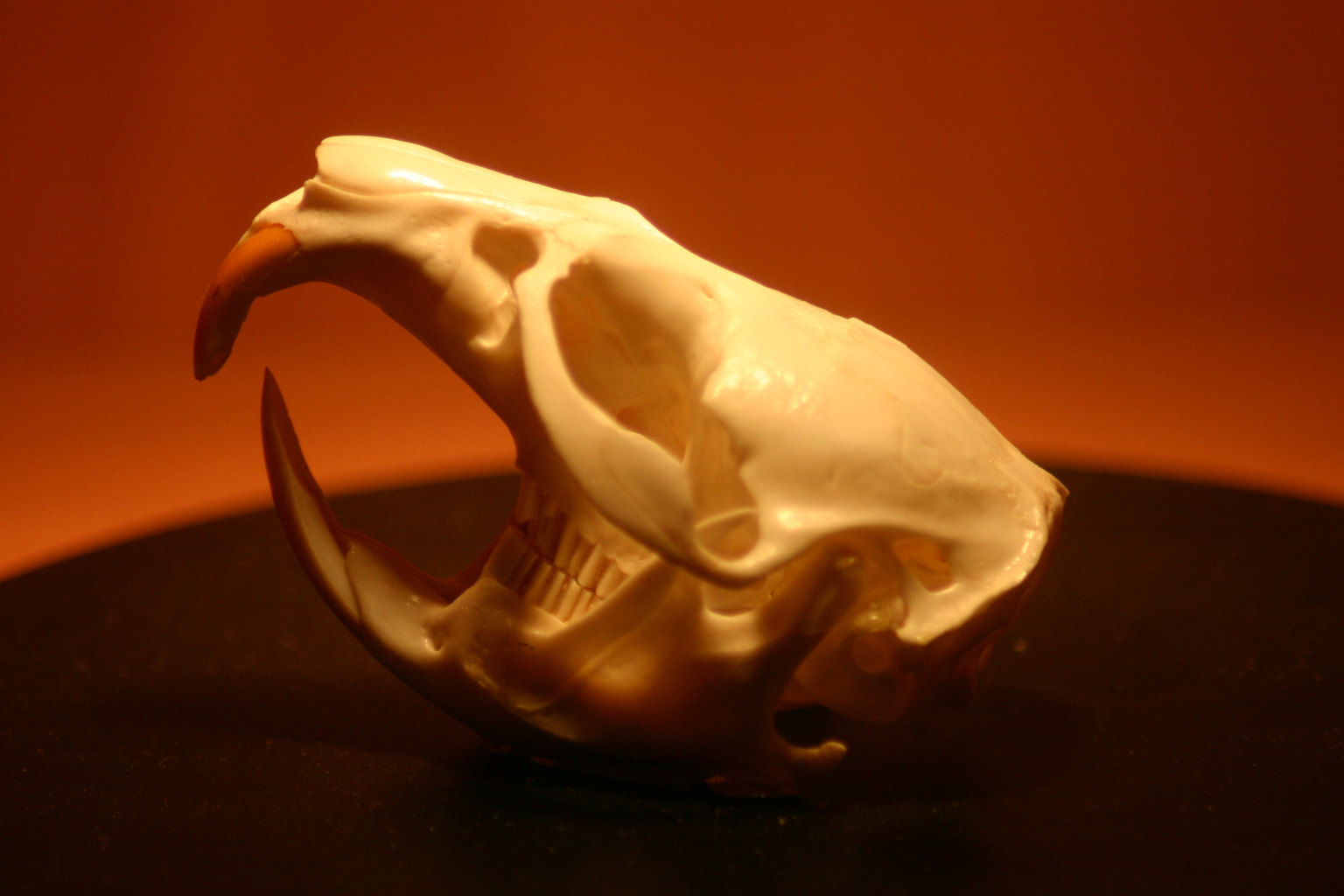
Cráneo.
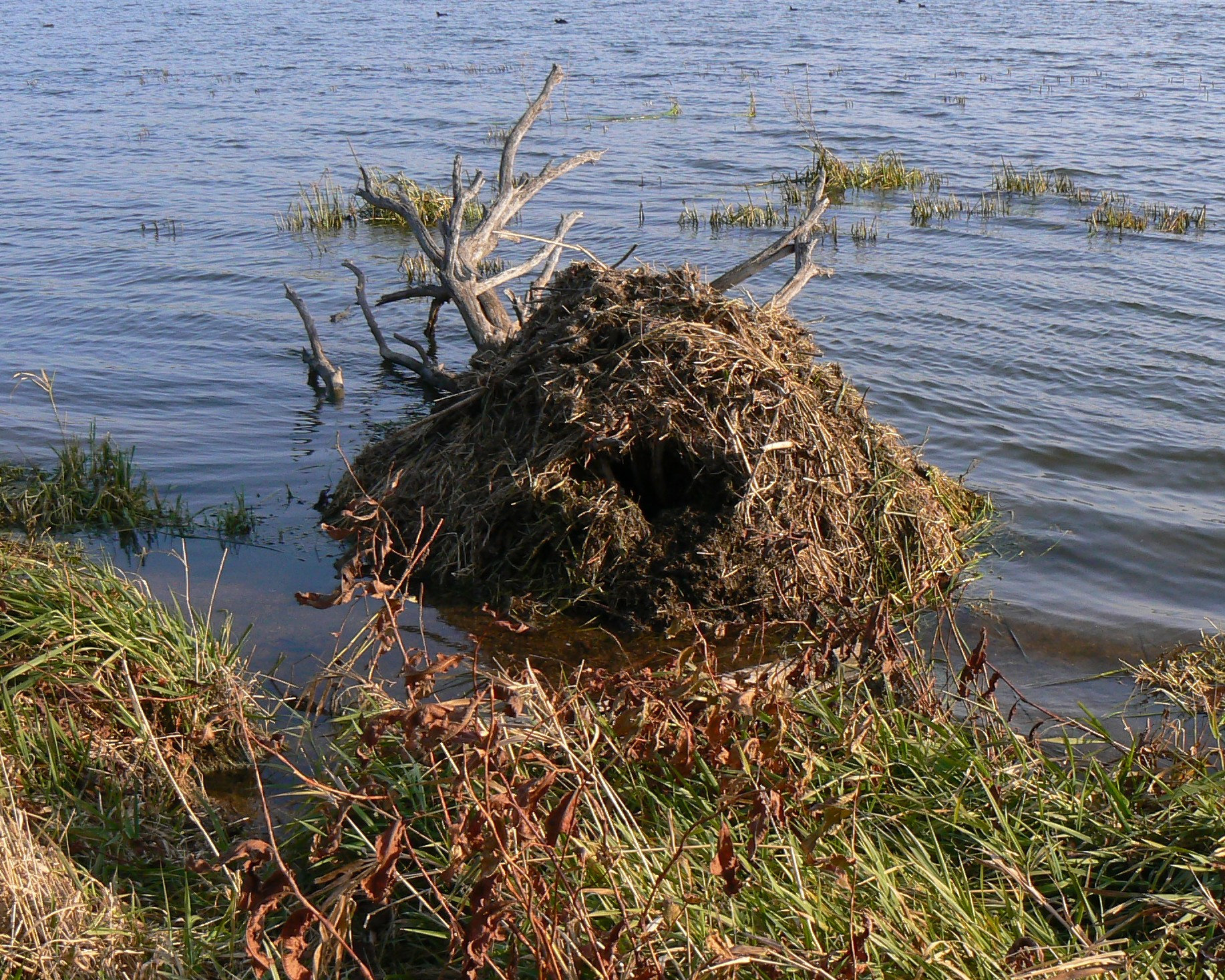
Cabaña de rata almizclera.
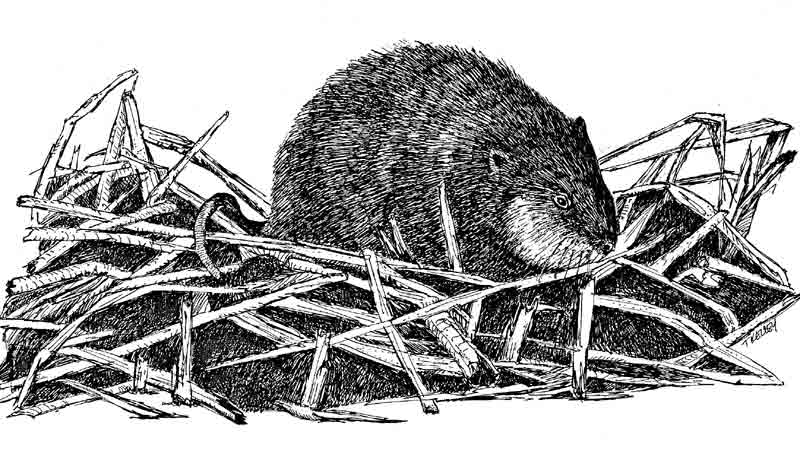
Tom Kelley, para el Servicio de Pesca y Vida Silvestre de los Estados Unidos
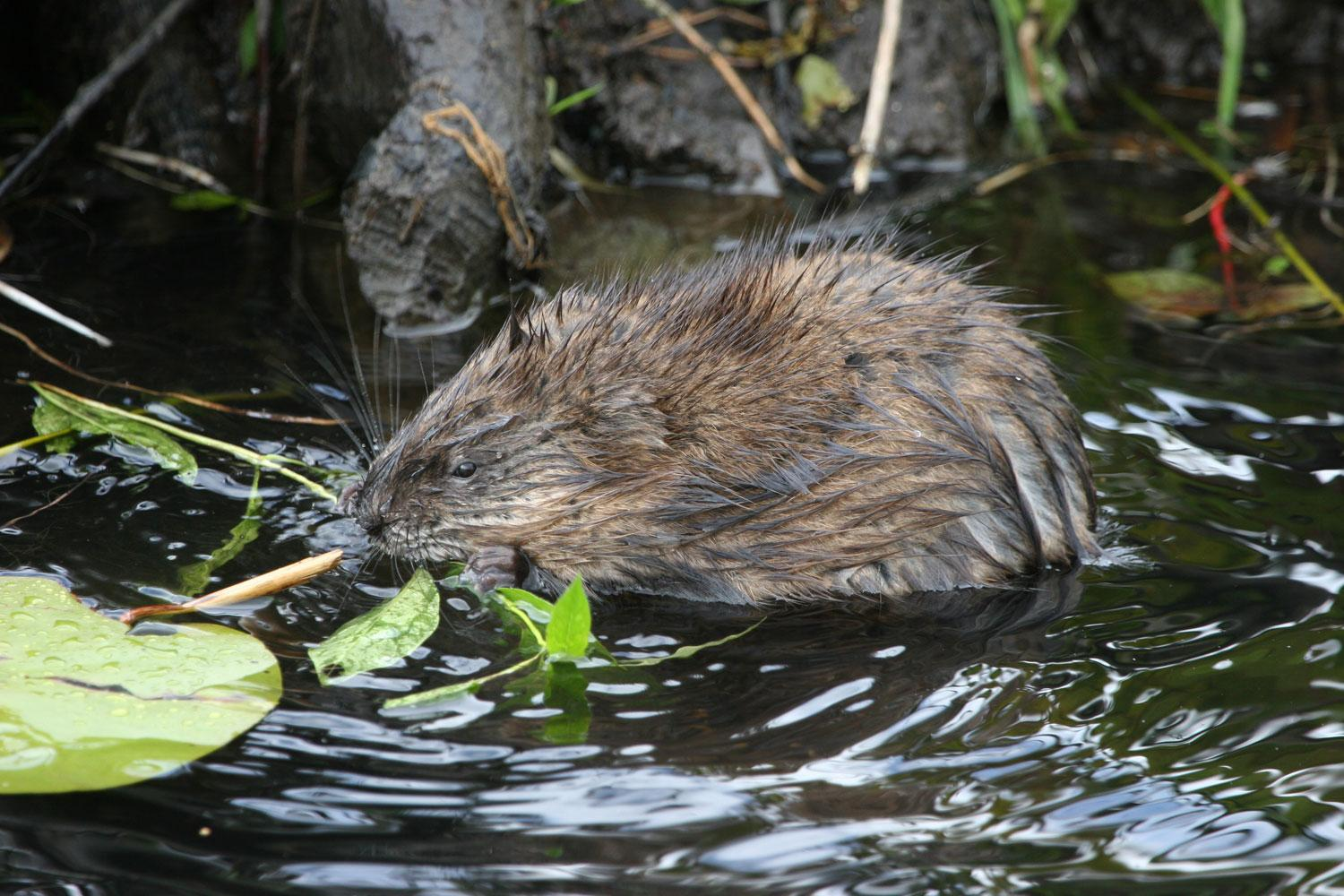
En el Parque Regional de Piper Point, en Burnaby (Columbia Británica).
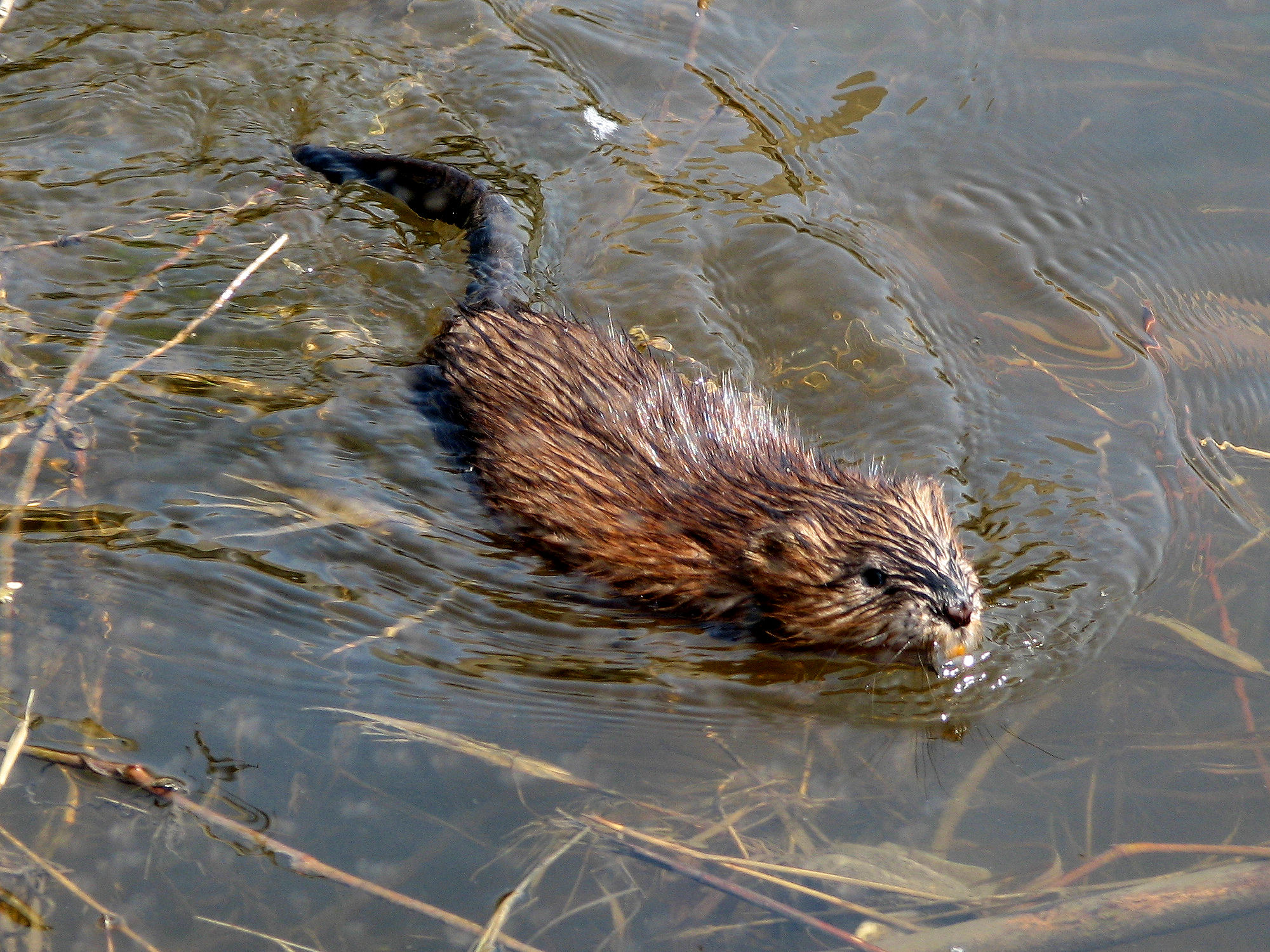
En el río Rideau, en Ottawa (Ontario). Foto: D. Gordon E. Robertson.
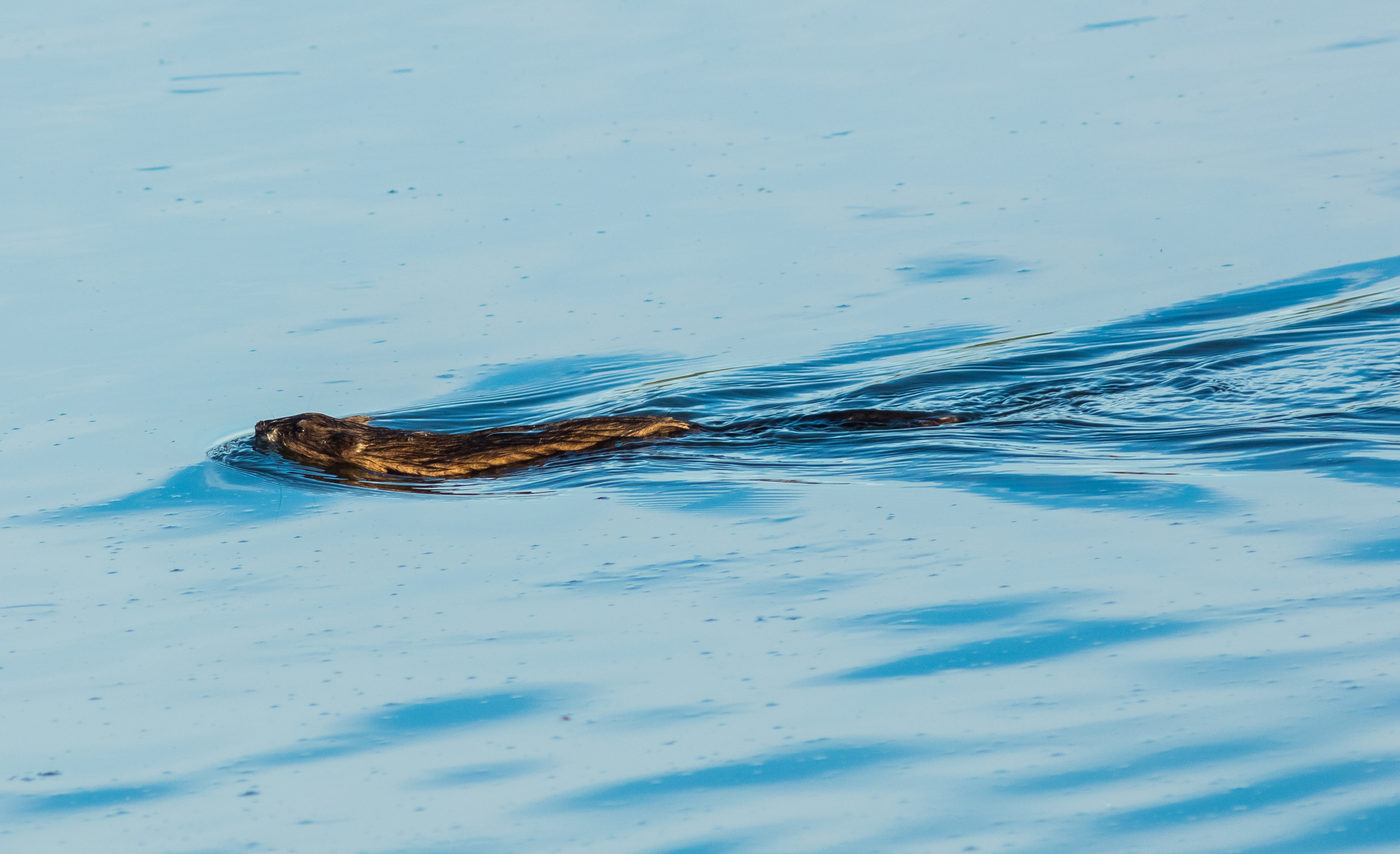
Ejemplar en Potter marsh, Alaska (Estados Unidos).